# Alentejo central

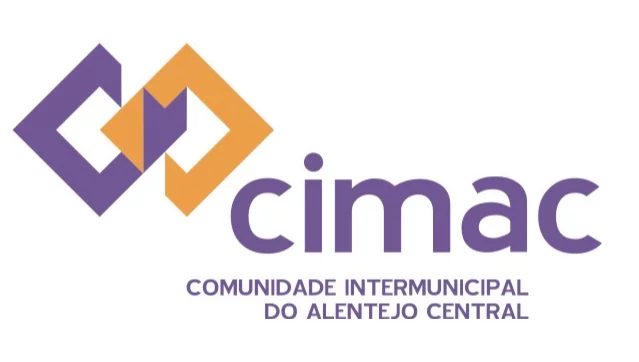
Logo de la communauté intermunicipale

Localisation de l'Alentejo central

Pour les articles homonymes, voir Alentejo (homonymie).
L'Alentejo central – en portugais : Alentejo Central – est une des 30 sous-régions statistiques du Portugal.
Avec 4 autres sous-régions, il forme l'Alentejo.

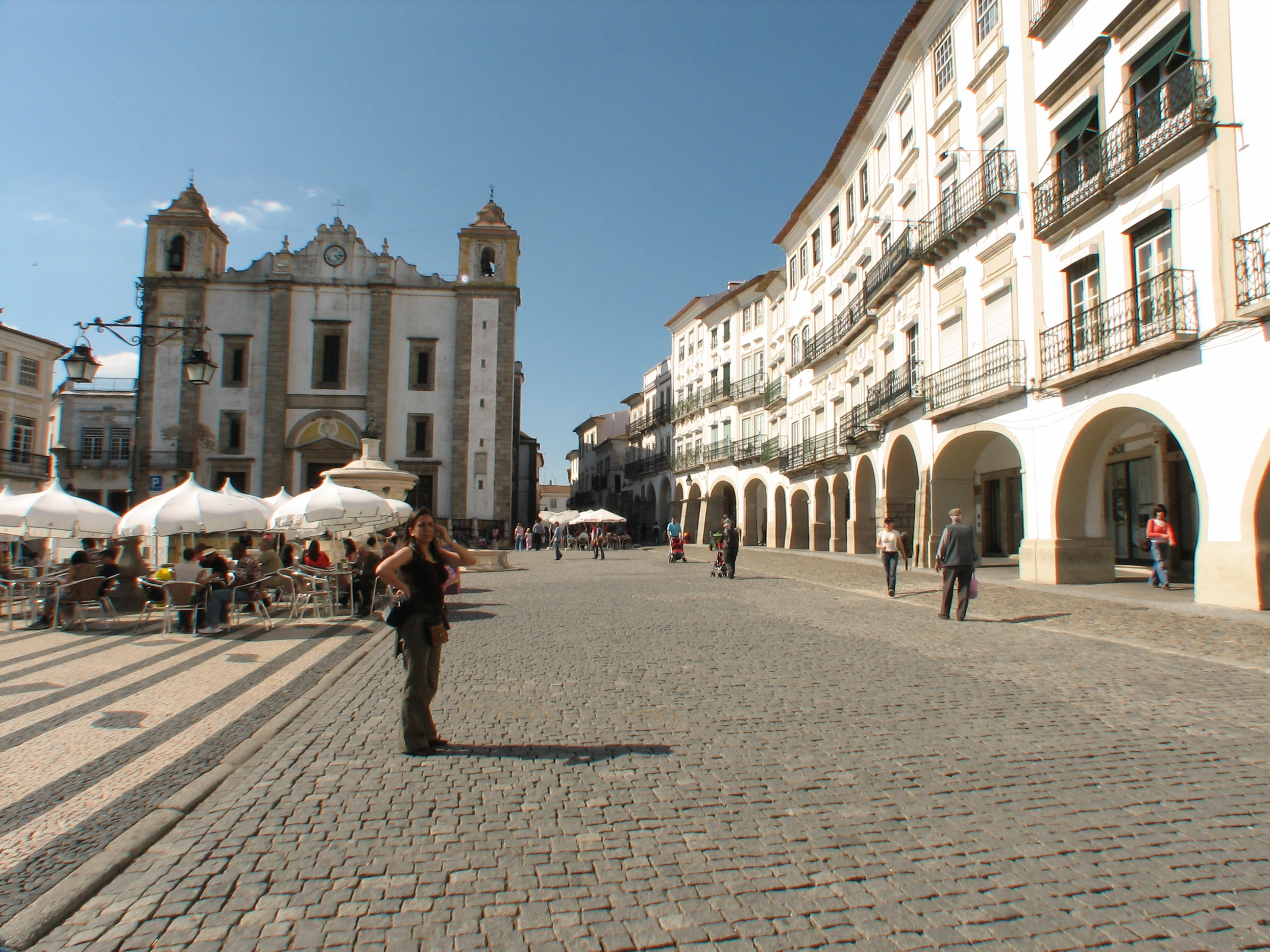
Évora est la principale ville du centre de l'Alentejo

## Géographie
L'Alentejo central est limitrophe :
- au nord, de la Lisière du Tage et du Haut Alentejo,
- à l'est, de l'Espagne,
- au sud, du Bas Alentejo et de l'Alentejo littoral,
- à l'ouest, de la Péninsule de Setúbal.

## Données diverses
- Superficie : 7 227 km2
- Population (2001) : 173 401 hab. (estimation 2005 : 171 239 hab.)
- Densité de population (2001) : 23,99 hab./km2

## Subdivisions
L'Alentejo central groupe quatorze municipalités (conselhos ou municípios, en portugais) :
- Alandroal
- Arraiolos
- Borba
- Estremoz
- Évora
- Montemor-o-Novo
- Mourão
- Portel
- Redondo
- Reguengos de Monsaraz
- Sousel
- Vendas Novas
- Viana do Alentejo
- Vila Viçosa

1. 1 2  « Official Journal L 87/2023 », sur eur-lex.europa.eu (consulté le 13 janvier 2024)